# Saint-Andéol-de-Berg
Saint-Andéol-de-Berg – miejscowość i gmina we Francji, w regionie Owernia-Rodan-Alpy, w departamencie Ardèche.
Według danych na rok 1990 gminę zamieszkiwało 99 osób, a gęstość zaludnienia wynosiła 6 osób/km² (wśród 2880 gmin regionu Rodan-Alpy Saint-Andéol-de-Berg plasuje się na 1522. miejscu pod względem liczby ludności, natomiast pod względem powierzchni na miejscu 680.).

## Populacja

Populacja Saint-Andéol-de-Berg w latach 1962-2008